# Maria Reiche

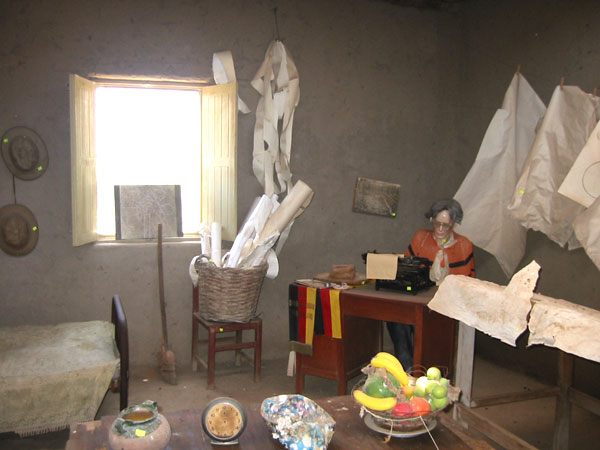
Figura woskowa Marii Reiche
w jej peruwiańskim domu, przekształconym w muzeum jej imienia

Maria Reiche, właśc. Victoria Maria Reiche-Grosse Newmann (ur. 15 maja 1903 w Dreźnie, zm. 8 czerwca 1998 w Limie) – niemiecka matematyczka oraz archeolog, znana z badań rysunków z Nazca. Do Peru przyjechała jako guwernantka w 1932. Zafascynowana rysunkami na równinie Nazca poświęciła się badaniu i walce o ochronę tych znaków. W 1992 przyjęła obywatelstwo peruwiańskie.